# John Haslem
John Haslem (* 1808; † 1884) war ein englischer Künstler und Autor.
Er ist insbesondere durch seine Miniaturporträts von Königin Victoria und ihrer Familie bekannt.

## Werk
Haslem wurde in Carrington, heute Greater Manchester, geboren. Er arbeitete in London, wo er diverse Porträts der königlichen Familie sowie anderer Adliger auf Porzellan und Email erstellte. Zu seinen Lebzeiten hatte er von 1862 bis 1865 eine Ausstellung im South Kensington Museum, heute Victoria and Albert Museum. Ab 1857 wohnte er in Derby, wo er sich auch der Geschichte der Porzellanmalerei widmete. 1876 erschien sein Buch "The Old Derby China Factory".

Porträts von Haslem auf Porzellan
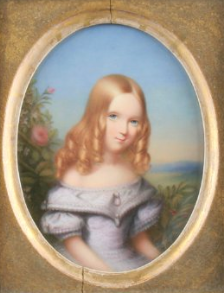
Lady Cecilia Lennox
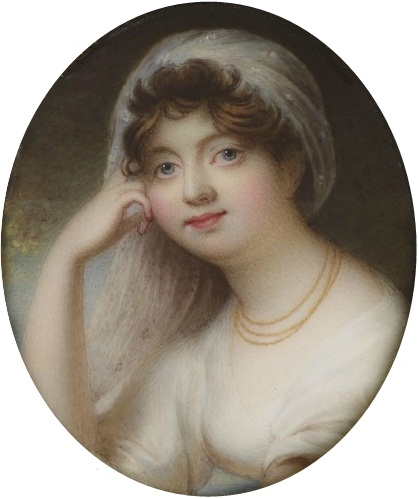
Prinzessin Sophia Mathilda von Gloucester
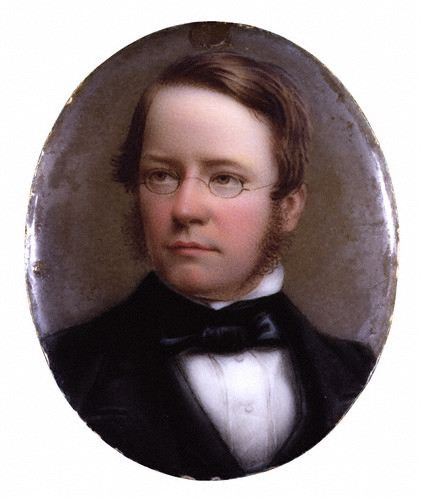
Lyon Playfair